# Mariam Keita
Mariam Pauline Keita (ur. 2 września 1983) – malijska pływaczka, olimpijka.

## Życiorys

### Igrzyska Olimpijskie
Mariam Keita trzykrotnie uczestniczyła na letnich igrzyskach olimpijskich (2000, 2004 i 2008). Podczas swoich pierwszych igrzysk, w 2000, w Sydney, Keita wzięła udział w jednej konkurencji pływania: 100 m stylem grzbietowym, gdzie uzyskała 40. miejsce. Podczas swoich kolejnych igrzysk, w 2004, w Atenach, Keita, po raz kolejny wzięła udział w jednej konkurencji pływania: 100 m stylem grzbietowym, gdzie uzyskała 46. miejsce. Jej ostatnie igrzyska olimpijskie miały miejsce, w 2008, w Pekinie, gdzie wystąpiła w jednej konkurencji pływania, po raz kolejny 100 m stylem grzbietowym, gdzie zajęła 49. miejsce.